# 段家镇 (扶风县)
段家镇，是中华人民共和国陕西省宝鸡市扶风县下辖的一个乡镇级行政单位。

## 行政区划
段家镇下辖以下地区：
太白村、段家村、大方村、西河村、东魏村、东官村、银豆村、大同村、沟老村、谷家村、昝樊村、辛李村和青龙村。